# Баркачу (Горж)
Баркачу (рум. Bârcaciu) насеље је у Румунији у округу Горж у општини Мушетешти. Oпштина се налази на надморској висини од 345 m.

## Становништво
Према подацима из 2002. године у насељу је живело 149 становника, од којих су сви румунске националности.